# ラルフ・ロッシジャーニ
ラルフ・ロッシジャーニ（Ralf Rocchigiani、1963年2月13日 - ）は、ドイツの元プロボクサー。身長183cm。元WBO世界クルーザー級王者。
世界2階級制覇王者グラシアノ・ロッシジャーニは実弟。

## 来歴
1983年11月5日、プロデビュー。
1985年8月21日、ドイツクルーザー級王座を獲得。
1986年10月3日、EBUヨーロッパライトヘビー級王座に挑戦するも、0-3の判定負けで王座獲得に失敗した。
1989年4月8日、EBUヨーロッパライトヘビー級王座に再挑戦するも、1-1の判定ドローで王座獲得に失敗した。
1989年12月1日、ドイツクルーザー級王座に返り咲いた。
1991年5月4日、ドイツヘビー級王者マルクス・ボット（ドイツ）に挑戦し、判定負けで王座獲得ならず。
1992年10月2日、WBO世界クルーザー級王者タイロン・ブーズ（アメリカ）に挑戦し、0-3の判定負けで世界王座獲得に失敗した。
1994年5月7日、ドイツクルーザー級王座に挑戦するも、判定負けで王座返り咲きならず。
1995年6月10日、WBO世界クルーザー級王座決定戦でカール・トンプソン（イギリス）に挑戦し、11回TKO勝ちで世界王座を獲得した。同王座は6度の防衛に成功した。
1997年10月4日、カール・トンプソンと再戦し、1-2の判定負けで王座から陥落した。
1999年9月18日の試合を最後に引退した。
引退後は弟グラシアノ・ロッシジャーニのトレーナーを務め、2006年11月にドイツで設立された弟のジムでトレーナーを務めている。

## 獲得タイトル
- WBO世界クルーザー級王座（防衛6）